# Les Exploits d'un caniche
Les Exploits d'un caniche è un cortometraggio muto del 1907. Il nome del regista non viene riportato nei credit.

## Produzione
Il film fu prodotto dalla Pathé Frères.

## Distribuzione
La Pathé Frères distribuì la pellicola - un cortometraggio di 105 metri - in Francia, importandola anche negli Stati Uniti, dove fu presentata il 28 dicembre 1907 con il titolo inglese Doings of a Poodle.